# یاماموتو کانسوکه
یاماموتو کانسوکه (به ژاپنی: 山本 勘助 Yamamoto Kansuke) (زادهٔ ۱۵۰۱ – درگذشتهٔ ۱۸ اکتبر ۱۵۶۱) یک یک فرمانده نظامی و سامورایی در دوره سنگوکو اهل ژاپن بود. وی به عنوان یکی از ۲۴ ژنرال تاکدا شینگن شناخته می‌شود. یاماموتو کانسوکه به‌طور گسترده به عنوان تاکتیک‌دان افسانه‌ای تاکدا شینگن شناخته می‌شود. این نظریه که او یک «شخصیت تخیلی» است مدت‌هاست که مطرح شده است و حتی اگر وجود او تأیید شده باشد، هویت واقعی او همچنان در هاله ای از ابهام قرار دارد.

## زندگی
گفته می‌شود یاماموتو کانسوکه در سال ۱۴۹۳ (میئو ۲) یا ۱۵۰۰ (۹ میئو) در ولایت میکاوا (استان کنون استان شیزوئوکا متولد شد.
او به ولایت‌های مختلف سفر کرد و بر هنرهای جنگی و قلعه‌سازی تسلط یافت. در واقع، تنها کتابی که در مورد یاماموتو کانسوکه نوشته شده است، کتاب نظامی به نام کتاب کویو گونکان است که در دوره ادو گردآوری شده است.
با توجه به کتاب کویو گونکان، نام کودکی یاماموتو کانسوکه «گنسوکه» بود.
او به عنوان پسر یاماموتو سادایوکی، ملازم خاندان ایماگاوا به دنیا آمد، اما در سن ۱۲ سالگی توسط اوبایاشی کانزامون، ملازم خانواده ماکینو، ارباب قلعه اوشیکوبو (ایالت آیچی) به فرزندخواندگی پذیرفته شد. طبق یک نظریه، او در این دوران که با خاندان اوبایاشی زندگی می‌کرد، فنون نظامی را آموخت.
یاماموتو کانسوکه در ۲۰ سالگی به سفر می‌رود تا به عنوان یک جنگجو آموزش ببیند. پنج سال بعد، در سن ۲۵ سالگی، او به کوه کویا، معبد اصلی فرقه شینگون رفت تا تاکتیک‌های یامابوشی (راهبان ماهر در زرم) را یاد بگیرد، که به آن ریشه‌های نینجوتسو ایگا نیز می‌گویند. پس از آن به ولایت‌های مختلفی مانند شیکوکو، سانین، سانیو و کیوشو سفر کرد و برای آموزش هنرهای رزمی و تاکتیک‌ها در حین خدمت سخت کار کرد. دایمیو هر منطقه در همین زمان بود که او قلعه‌های سراسر ژاپن را بازرسی کرد و در مورد قلعه‌سازی اطلاعات کسب کرد.
۳۴ تا ۳۵ ساله بود که به خاندان اوبایاشی بازگشت. هنگامی که او از آموزش سامورایی خود بازگشت، پسری از خانواده اوبایاشی به دنیا آمده بود، بنابراین او از فرزندخواندگی این خانواده خارج شد و نام خانوادگی خود را به «یاماموتو» تغییر داد و سپس برای آموزش سامورایی به منطقه کانتو سفر کرد و ملازم خاندان ایماگاوا شد.
در سال ۱۵۳۶ (تنبون ۵)، یاماموتو کانسوکه پس از دست کشیدن از خدمت به خاندان ایماگاوا، دوباره در جستجوی یک شغل و مقام و کسی که او را استخدام کند سرگردان شد و مدتی را نیز در زندان گذراند.
برخورد سرنوشت ساز او با تاکدا شینگن در سال ۱۵۴۳ اتفاق افتاد (تنبون ۱۲). پس از شنیدن شایعات و آوازه در مورد یاماموتو کانسوکه، تاکدا شینگن، که هنوز ۲۳ سال سن داشت، با حقوق ۲۰۰ کان او را استخدام کرد و سرانجام در دهه چهل زندگی خود او وارد خدمت نظامی به عنوان یک سامواریی شد. در آن زمان، ارتش تاکدا به تازگی ولایت کای را متحد کرده بود و هنوز گسترش خود را به ولایت‌های دیگر آغاز نکرده بود.
یاماموتو کانسوکه پس از خدمت زیر نظر تاکدا شینگن، تمایز خود را نشان داد و با توانایی ذاتی خود در جمع‌آوری اطلاعات، نبوغ در استراتژی و مهارت‌های عالی قلعه سازی شکوفا شد و مورد توجه قرار گرفت.

### نبرد اودایهارا
در سال ۱۵۴۶ (تنبون ۱۵)، او به حمله به خاندان موراکامی، یک خاندان قدرتمند در شمال ولایت شینانو (استان ناگانو امروزی) پیوست.
ابتدا ارتش تاکدا با پاسخ شدید موراکامی کاملاً شکست خورد، اما استراتژی یاماموتو کانسوکه جریان را تغییر داد و ارتش تاکدا را به پیروزی رساند. در نتیجه این موفقیت، یاماموتو کانسوکه با رتبه ۸۰۰ کان به درجه ژنرال ارتقا یافت.

### نبردهای کاواناکاجیما
در سال ۱۵۵۳ (تنبون ۲۲)، نبردی بین تاکدا شینگن و اوئه‌سوگی کنشین بر سر شمال ولایت شینانو آغاز شد، زیرا خاندان موراکامی به اوئه‌سوگی کنشین از ولایت ایچیگو تکیه داشت. این نخستین نبرد از نبردهای کاواناکاجیما است. این نبرد نام جمعی پنج نبردی است که در یک دوره ۱۰ ساله رخ داد. نبرد چهارم، تنها نبرد تمام عیار، نبرد نهایی یاماموتو کانسوکه بود.
یاماموتو کانسوکه در سال ۱۵۶۰ قلعه کایزو (قلعه ماتسوشیرو) را ساخت و آن را به پایگاهی برای ارتش تاکدا تبدیل کرد.
در سال ۱۵۶۱ (سال چهارم ایروکو)، ارتش اوئه سوگی در کوه سایجو، که در مقابل قلعه کایزو قرار داشت، راه اندازی شد، بنابراین یاماموتو کانسوکه نیروهای خود را به دو گروه تقسیم کرد و یک نیروی جدا شده را برای تصرف کوه سایجو فرستاد به ارتش اوئه‌سوگی که از کوه پایین آمده بود حمله کردند و آن را بین ارتش اصلی و ارتش جدا شده‌ای که در هاچیمانبارا مستقر شده بودند، به تله انداختند.
این استراتژی «Kitsuki Senpou» نام گرفت زیرا شبیه دارکوبی است که به درختی نوک می‌زند و حشراتی را می‌خورد که از داخل درخت به بیرون پرواز می‌کنند.
با این حال، نقشه یاماموتو کانسوکه توسط اوئه‌سوگی کنشین کشف شد و تا زمانی که تیم جدا شده رسید، تسوما اونایاما یک قلعه بدون دفاع بود. آنها با عجله به سمت هاچیمانبارا حرکت کردند، جایی که ارتش اصلی در انتظار بود، اما ارتش اصلی ارتش تاکدا که کوچکتر از ارتش جدا شده بود، مورد حمله ارتش اوسوگی قرار گرفت و چندین فرمانده نظامی از جمله نوبوشیگه تاکدا، برادر کوچکتر تاکدا شینگن، مورد حمله قرار گرفتند. توسط ارتش اوئه‌سوگی مورد حمله قرار گرفتند و آنها نیز کشته شدند.
یاماموتو کانسوکه با احساس مسئولیت برای راندن ارتش تاکدا به گوشه ای، تصمیم می‌گیرد بمیرد و با عجله وارد اردوگاه دشمن می‌شود و اوداچی خود را می‌کشد و می‌جنگد، اما او از هر طرف توسط ارتش اوسوگی محاصره می‌شود و بدنش با نیزه‌ها سوراخ می‌شود به پایانی دیدنی می‌رسد

## استراتژی هوشمندانه سووا
در سال ۱۵۴۲ (تنبون ۱۱)، پس از «حمله سووا» بود که یاماموتو کانسوکه پیشنهادی را به تاکدا شینگن ارائه کرد که می‌توان آن را «غیر متعارف» توصیف کرد.
در این نبرد، تاکدا شینگن توصیه کرد که تنها دختر سووا یوریشیگه که مجبور به خودکشی شده بود، همسر غیراصلی او باشد. به دنبال آن، شاهزاده خانم خانواده سووا که به دلیل شهرت بالای زیبایی به «سووا گوریونین» معروف بود، همسر غیراصلی تاکدا شینگن شد.
پذیرش دختر کسی که به او حمله کرده‌اید و او را به عنوان همسر به خانه خود آوردید، با خطراتی همراه است. با این حال، یاماموتو کانسوکه فکر می‌کرد که با به دنیا آوردن فرزند تاکدا شینگن توسط شاهزاده خاندان سووا (سووا گوریون) و تبدیل شدن به یک خویشاوند، می‌تواند خاندان سووا را به ارتش تاکدا علاقمند کند.
این نقشه هوشمندانه منجر به تولد تاکدا کاتسویوری شد که بعدها به برگ برنده حکومت سووا تبدیل شد و اولین طرحی بود که یاماموتو کانسوکه ارائه کرد که سرنوشت خاندان تاکدا را پس از مرگ تاکدا شینگن تعیین می‌کرد.

### محاصره قلعه توئیشی
تاکدا شینگن، یکی از قدرتمندترین جنگجویان دوره سنگوکو، به خاطر یک و تنها اشتباه بزرگ خود، محاصره قلعه توئیشی شناخته شده است.
در سال ۱۵۵۰ (تنبون ۱۹)، تاکدا شینگن به قلعه توئیشی، سنگر موراکامی یوشیکیو، که بر بخش شمالی ولایت شینانو (استان ناگانو کنونی) حکومت می‌کرد، حمله کرد.
با این حال، دفاعیات قلعه محکم تر از حد انتظار بود، و ملازمان ارشد مانند یوکوتا تاکاتوشی دوران سختی را پشت سر گذاشتند، حتی جان خود را از دست دادند. ارتش تاکدا مجبور شد به مخمصه ای وارد شود که خود تاکدا شینگن باید در خط مقدم میدان نبرد می‌جنگید. یاماموتو کانسوکه کسی بود که این وضعیت ناامید کننده را نجات داد. یاماموتو کانسوکه به تاکدا شینگن پیشنهاد داد: «فقط یک راه برای پیروزی وجود دارد» و او یک سپاه ۵۰ نفره سواره به رهبری «مورزومی توراسادا» را قرض گرفت و اردوگاهی را با الگوبرداری از اردوگاه اصلی تشکیل داد. با حرکت تدریجی به سمت جنوب، ارتش موراکامی گیج شد و معتقد بود که ارتش تاکدا شینگن دوباره در جای دیگر تشیکیل شده است. ارتش تاکدا از این فرصت استفاده کرد و توانست خود را بازسازی کند.

### ساخت قلعه
او در ساخت قلعه نیز مهارت داشت. قلعه‌هایی که توسط یاماموتو کانسوکه ساخته شده عبارتند از: قلعه تاکاتوئو در اینا (استان ناگانو)، قلعه کومورو در ساکو (استان ناگانو) و قلعه کایزو (استان ناگانو). کویو گونکان بیان می‌کند که بزرگ‌ترین مهارت یاماموتو کانسوکه قلعه سازی بود و گفته می‌شود که تاکدا شینگن مهارت‌های قلعه سازی او را ستود.

### قانون کوشو
پیوست به قوانین کوشو (کوشو هاتتو نو شیدای) یک بخش از قوانین کشور است که توسط تاکدا شینگن در سال ۱۵۴۷ (تنبون ۱۶) برای کنترل ملازمان و کنترل مناطق تصویب شد.
بزرگ‌ترین ویژگی این قوانین است که تحت حکومت پیوست به قوانین کوشو (کوشو هاتتو نو شیدای)، با اربابان و ملازمان، صرف نظر از اینکه چه کسی هستند، به‌طور یکسان رفتار می‌شود. به عبارت دیگر، اگر از قوانین تعیین شده سرپیچی می‌شد، حتی تاکدا شینگن نیز مشمول مجازات می‌شد. یاماموتو، مدت زیادی در ولایت سوروگا نزد خاندان ایماگاوا خدمت می‌کرد گمان می‌رود که پیوست به قوانین کوشو بر اساس فهرست مفاهیم ایماگاوا گردآوری شده است و جلد اول آن نظامی، اداری و قضاییه و جلد دوم اخلاق، هنرهای رزمی، تاکتیک‌ها و آداب را بیان می‌کند.